# 太平洋航空作戦
『太平洋航空作戦』（たいへいようこうくうさくせん、原題:Flying Leathernecks）は、アメリカ合衆国の戦争映画。日本初公開時の邦題は『太平洋作戦』だったが、リバイバル公開時に『太平洋航空作戦』に改題された。

## 概要
ガダルカナル島の戦いにおけるアメリカ軍の航空部隊の中の人間模様を描く。戦闘シーンには実写フィルムが流用されている。

## キャスト
| 役名                   | 俳優                  | 日本語吹替 | 日本語吹替 | 日本語吹替 |
| 役名                   | 俳優                  | テレビ版1  | テレビ版2  | PDDVD版    |
| ---------------------- | --------------------- | ---------- | ---------- | ---------- |
| ダニエル・カービー少佐 | ジョン・ウェイン      | 宮部昭夫   | 小林昭二   | 前田昌明   |
| カール・グリフィン大尉 | ロバート・ライアン    | 大木民夫   | 外山高士   | 加藤佳男   |
| バーン・ブライス中尉   | ドン・テイラー        | 石原良     | 市川治     | 河内浩     |
| クランシー曹長         | ジェイ・C・フリッペン | 朝戸鉄也   | 北村弘一   | 加藤治     |
| ジョーン・カービー     | ジャニス・カーター    | 森ひろ子   |            |            |

- テレビ版1：初回放送1967年10月6日 東京12ch『金曜洋画劇場』